# Typhlonectidae
Die Typhlonectidae sind eine Familie der Schleichenlurche (Gymnophiona) die disjunkt in Südamerika lebt. Die Tiere kommen im Amazonasgebiet und im Stromgebiet des Orinoko, außerdem im Río Magdalena, in den Zuflüssen und an der Küste des Maracaibo-See vor. Die Arten der Gattung Chthonerpeton leben im Gebiet des Río de la Plata. Einige Taxonomen ordnen die Familie als Unterfamilie Typhlonectinae den Caeciliidae zu.

## Merkmale
Die Typhlonectidae werden 14 bis 75 Zentimeter lang. Der Schädel besteht, wie der der grabenden Schleichenlurche, aus wenigen fest zusammengewachsenen Knochen. Nasenbein und Zwischenkieferbein sind verschmolzen. Das Maul ist unterständig. Die Choanen haben Ventilklappen. Typhlonectiden sind schuppen- und schwanzlos, am Körperende befindet sich lediglich eine einzelne Endschuppe. Der Körper ist im hinteren Bereich, in Anpassung an eine Fortbewegung im Wasser, seitlich abgeflacht. Der Körper ist durch vollständig oder teilweise umlaufende Hautfalten (Annuli) geringelt. Es sind lediglich primäre Annuli vorhanden. Aquatisch lebende Arten haben auf dem Rücken eine niedrige flossenartige Hautfalte, die vom Kopf bis zur Endschuppe verläuft. Alle Typhlonectiden bis auf Atretochoana eiselti besitzen Tracheallungen. Atretochoana eiselti ist die einzige Blindwühlenart ohne Lunge und mit einer Länge von 70 bis 100 Zentimeter auch das größte lungenlose Landwirbeltier. Die Art ist bisher (Stand 2012) nur von sieben Exemplaren bekannt.

## Lebensweise
Einige Arten leben aquatisch, andere semiaquatisch. Auch aquatische Arten halten sich hin und wieder außerhalb des Wassers auf. Alle können gut in Sand-, Kies- und Schlammböden graben, haben aber die Fähigkeit verloren sich mit Wellenbewegungen des Hautmuskelschlauchs geradlinig fortzubewegen. Alle Arten sind vivipar (lebendgebärend) und bekommen voll entwickelte Jungen, die keine Metamorphose mehr durchmachen müssen.

## Gattungen und Arten

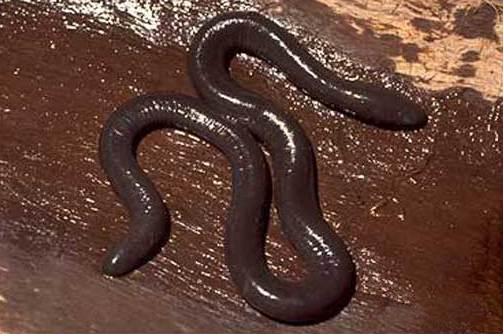
Chthonerpeton indistinctum

Es gibt fünf Gattungen mit 13 Arten:
- Gattung Atretochoana
  - Atretochoana eiselti
- Gattung Chthonerpeton
  - Chthonerpeton arii
  - Chthonerpeton braestrupi
  - Chthonerpeton exile
  - Chthonerpeton indistinctum
  - Chthonerpeton noctinectes
  - Chthonerpeton onorei
  - Chthonerpeton perissodus
  - Chthonerpeton viviparum
- Gattung Nectocaecilia
  - Nectocaecilia petersii
- Gattung Potamotyphlus
  - Potamotyphlus kaupii
- Gattung Typhlonectes
  - Typhlonectes compressicauda – Schwimmwühle
  - Typhlonectes natans